# 斎藤博 (バスケットボール)
斎藤 博（さいとう ひろし、1933年9月15日 - 2011年11月10日）は、日本のバスケットボール選手、指導者。

## 人物
東京府東京市（現・東京都）出身。立教大学卒業後、日本鉱業へ入社、選手として活躍。
全日本チームにも選ばれ、メルボルン・ローマの五輪2大会に出場した。
現役引退後は東京オリンピック（1964年）にて日本代表のコーチを務めた。また、日本鉱業で取締役に就任した。
2011年11月10日、下咽頭がんのため自宅で死去。78歳没。

## 日本代表歴
- 1954アジア大会
- 1956メルボルン五輪
- 1958アジア大会
- 1960アジア選手権
- 1960ローマ五輪